# Stuart Martin
Stuart Martin (Ayr, Escocia, 8 de enero de 1986) es un actor británico.

## Biografía
Stuart se entrenó en el "Royal Scottish Academy of Music and Drama".

## Carrera
En el 2014 apareció como invitado en un episodio de la cuarta temporada de la popular serie norteamericana Game of Thrones donde interpretó a un soldado y amigo de Morgan (Chris Reilly). Ese mismo año se unió al elenco recurrente de la miniserie Babylon donde interpretó al oficial Tony.
En el 2015 se unirá al elenco de la tercera temporada de la serie Crossing Lines donde dará vida al inspector Luke Wilkinson, un nuevo miembro del equipo de la ICC.

## Filmografía

### Series de televisión
| Año             | Título                      | Personaje            | Notas                   |
| --------------- | --------------------------- | -------------------- | ----------------------- |
| 2017 - presente | Jamestown                   | Silas Sharrow        | 8 episodios             |
| 2016            | Medici: Masters of Florence | Lorenzo de Médici    | 8 episodios - miniserie |
| 2015            | Crossing Lines              | Insp. Luke Wilkinson | 12 episodios            |
| 2015            | Silent Witness              | Jason Simons         | 2 episodios             |
| 2014            | Babylon                     | Tony                 | 7 episodios - miniserie |
| 2014            | Game of Thrones             | Amigo de Morgan      | episodio "Two Swords"   |
| 2013            | Hebburn                     | Lindsay              | 4 episodios             |
| 2013            | The Field of Blood          | Det. Dan Burns       | 2 episodios             |
| 2011, 2012      | River City                  | McKay                | 2 episodios             |
| 2012            | Hatfields & McCoys          | Soldado Herido       | 2 episodios             |
| 2009            | Taggart                     | Jamie Revie          | episodio "So Long Baby" |

### Películas
| Año  | Título                               | Personaje | Notas |
| ---- | ------------------------------------ | --------- | --- |
| 2023 | Rebel Moon - Part 1: A Child of Fire | Den       | |
| 2021 | Army of Thieves                      | Brad      | junto a Matthias Schweighöfer, Nathalie Emmanuel y Ruby O. Fee                                                           |
| 2015 | Slow West                            | Callum    | junto a Michael Fassbender, Ben Mendelsohn, Rory McCann, Kodi Smit-McPhee, Caren Pistorius, Andy McPhee y Jeffrey Thomas |
| 2010 | Robin Hood                           | Mensajero | junto a Russell Crowe, Cate Blanchett, Max von Sydow, Mark Strong, Oscar Isaac y Kevin Durand                            |

### Videojuegos
| Año  | Título                          | Personaje | Notas                                    |
| ---- | ------------------------------- | --------- | ---------------------------------------- |
| 2015 | The Order: 1886                 | -         | prestó su voz para las voces adicionales |
| 2014 | Assassin's Creed: Rogue         | -         | prestó su voz para las voces adicionales |
| 2013 | Ryse: Son of Rome               | -         | prestó su voz para las voces adicionales |
| 2013 | Assassin's Creed IV: Black Flag | -         | prestó su voz para las voces adicionales |
| 2012 | Far Cry 3                       | Callum    | -                                        |
| 2012 | Assassin's Creed III            | -         | prestó su voz para las voces adicionales |

### Teatro
| Año         | Obra        | Personaje   | Director (a) | Teatro           | Notas                                                          |
| ----------- | ----------- | ----------- | ------------ | ---------------- | -------------------------------------------------------------- |
| 2010 - 2013 | Black Watch | Cammy/Nabsy | John Tiffany | National Theatre | junto a Richard Rankin, Ian Pirie, Jack Lowden y Alan McNamara |